# Índice de deuda
El índice de deuda busca replicar el comportamiento de un portafolio de inversiones integrado únicamente por bonos.
Actualmente el mercado de deuda es diverso, el cual contiene bonos que difieren en sus características y comportamiento. Con el doble del tamaño, respecto a la capitalización del mercado de capitales de EUA, el mercado de deuda del mismo país ($25.9 trillones de usd al primer semestre de 2007) consta de siete distintas clases de activos, cada una con su propio riesgo y retorno característico. Los índices de deuda son diseñados para representar porciones de este importante mercado.
Algunas compañías conocen a estos índices como índices de renta fija por su traducción literal del idioma inglés: Fixed Income Index; sin embargo, en idioma español se considera más apropiado llamarlos índices de deuda, por el cuestionamiento: ¿Qué tan fija es la renta fija para un inversionista, ante el movimiento de las tasas de interés en los instrumentos de deuda?

## Creadores de los índices de deuda
Tal como en los índices de renta variable o de capitales, existen firmas financieras que diseñan y constituyen índices de deuda. Uno de los proveedores líderes de este tipo de índices era el extinto Lehman Brothers. Otro proveedor reconocido es un consorcio formado de algunas de las más grandes firmas financieras a nivel mundial, la International Index Company (IIC), establecida en 2001 para proveer una variedad de índices de deuda bajo la marca.

## Formas de uso de los índices de deuda
Hay tres usos comunes de los índices:
- Un índice puede servir como un indicador del sano funcionamiento y dirección de los mercados. Por ejemplo, el Lehman Aggregate suele observarse como una medida del comportamiento general del mercado de bonos en los Estados Unidos.
- Un índice puede servir como un punto de comparación –benchmarking- de desempeño para un asesor de inversiones; estos son comúnmente evaluados por su habilidad de sobrepasar los rendimientos del benchmark seleccionado, el cual debe reflejar de la manera más exacta el estilo de inversión elegido por el cliente.
- Un índice puede servir como base de un instrumento o producto de inversión, tal como una sociedad de inversión indexada o un Exchange Traded Fund (ETF). La meta del administrador del fondo indexado es ofrecer al inversionista el rendimiento representado por el índice.

## Diferencia entre los diversos índices de deuda
Tal como en cualquier instrumento financiero, riesgo –risk- y rendimiento –return- están relacionados; entre más riesgo se perciba, mayor será el rendimiento demandado por los inversionistas. En el mercado de deuda, las dos características más importantes del riesgo son la calidad crediticia -credit quality¬ y el vencimiento -maturity-. Dado lo anterior, estos dos factores representan las diferencias más grandes entre la variedad de índices de deuda.
- Calidad crediticia –credit quality-: La calidad crediticia representa un cierto tipo de riesgo, el riesgo de que el emisor del bono entre en la situación de “no-pago” ya sea del principal o de los intereses. Los Bonos del Tesoro de EUA están respaldados por la confianza y capacidad crediticia del Gobierno Norteamericano por lo que son considerados los de menos riesgo dentro del mercado de bonos. Los bonos corporativos, por su parte, son respaldados por la capacidad de pago de las empresas en particular que los emiten, por lo tanto llevan implícito el riesgo del emisor. Para ayudar a los inversionistas sobre los riesgos de los bonos existentes, estos son comúnmente calificados por agencias reconocidas internacionalmente como Moody’s, Standard & Poor's y Fitch.[2] Las firmas calificadoras evalúan la habilidad de las compañías emisoras de pagar los intereses así como el capital comprometido. En realidad, el diferencial –spread- entre los Bonos Corporativos y los Bonos del Tesoro de los Estados Unidos de América varía sobre el tiempo, principalmente por factores como el crecimiento económico (PIB), inflación, actividades realizadas por la Sistema de Reserva Federal y sentimiento del mercado. El diferencial en la calidad crediticia indica que tanto se debe de recibir de rendimiento extra para que un inversionista esté dispuesto a tomar un mayor nivel de riesgo crediticio.
- Vencimiento –maturity-: Cuando un prestamista presta capital a un prestatario, entre más corto sea el tiempo en que el prestatario regrese el dinero al prestamista, menor será el riesgo de este último. Existen tres factores que marcan la pauta en la que un inversionista de deuda recibe sus ingresos: el tiempo de los pagos de cupón, el tamaño acumulado del pago de los cupones en referencia al valor principal del bono y el tiempo restante hasta que sea pagado el principal al inversionista. El último periodo descrito es el vencimiento.

A mayor vencimiento, mayor riesgo, por dos razones:
- Inflación -inflation: La inflación es la tasa a la que el poder adquisitivo o de compra disminuye a lo largo del tiempo, es decir, que tanto yo puedo comprar hoy con $1 en comparación con qué tanto puedo comprar con el mismo $1 en diez años. Entre más tenga que esperar el inversionista para recibir el pago de su principal e intereses, más grande es la expectativa de que la inflación reduzca el valor real de ese dinero.
- Falta de pago –default-: Entre mayor sea el tiempo que el inversionista tenga que esperar para que le sea pagado su principal, mayor será la probabilidad de que el emisor del bono pueda declararse en suspensión de pagos (no esté en posibilidad de pagar los intereses o el principal).

### La importancia de las diferencias entre los diversos índices
Cada índice de deuda tiene sus propias (y únicas) características que determinan su desempeño en un ambiente de mercado dado. Diferentes segmentos del mercado de bonos reaccionarán de manera muy propia ante cambios en las tasas de interés, noticias económicas y sentimientos del mercado.
Un asesor de inversiones debe considerar los factores mencionados y otros más para construir portafolios de deuda adecuados, lo cual implica que el asesor deba de tener un conocimiento de: las diferencias entre los índices, las características generales del portafolio global del cliente y los objetivos de inversión del cliente. Lo anterior es una tarea más complicada de lo que aparenta a simple vista.